# Amédée Tardieu
Pour les articles homonymes, voir Tardieu.
Pour le médecin, voir Amédée Tardieu.
Amédée Tardieu (18 août 1822 à Paris - 14 mai 1893 à Paris) est un bibliothécaire et géographe français.

## Biographie
Il est le fils du graveur Ambroise Tardieu et le frère du médecin Auguste Ambroise Tardieu.
De son nom complet Amédée Eugène Tardieu, il est élève de l'École royale des chartes jusqu'en 1845, date à laquelle il obtient le diplôme d'archiviste paléographe. Il est géographe du ministère des Affaires étrangères de 1844 à 1849 puis sous-bibliothécaire (1858) et bibliothécaire de l'Institut de France, chevalier de la Légion d'honneur en 1872.
Il est l'époux de la pianiste et compositrice Charlotte Tardieu de Malleville (en) et le père d'André-Léon Tardieu, avocat, et de Jacques Tardieu, juriste.

## Publications
- Sénégambie et Guinée (1847)
- Géographie de Strabon, traduit en français par Amédée Tardieu, Paris, 1867-1890, 4 vol. (en ligne), prix Langlois de l’Académie française en 1880.